# Schirrhoffen
Schirrhoffen is een gemeente in het Franse departement Bas-Rhin (regio Grand Est) en telt 630 inwoners (1999). De plaats maakt deel uit van het arrondissement Haguenau-Wissembourg.

## Geografie
De oppervlakte van Schirrhoffen bedraagt 0,6 km², de bevolkingsdichtheid is 1050,0 inwoners per km².
De onderstaande kaart toont de ligging van Schirrhoffen met de belangrijkste infrastructuur en aangrenzende gemeenten.

## Demografie
Onderstaande figuur toont het verloop van het inwonertal (bron: INSEE-tellingen).